# 牧宮神社
牧宮神社（まきのみやじんじゃ、牧の宮神社、牧ノ宮神社）は、群馬県吾妻郡長野原町大字北軽井沢にある神社。

## 祭神

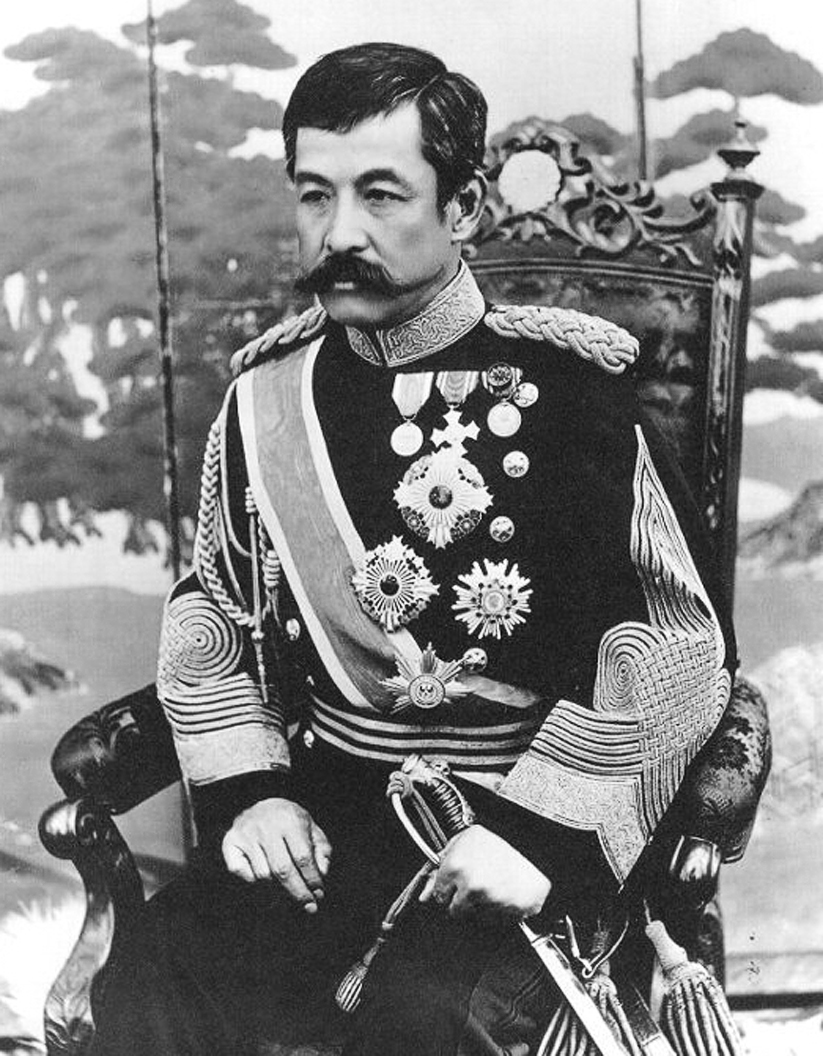
北白川宮能久親王

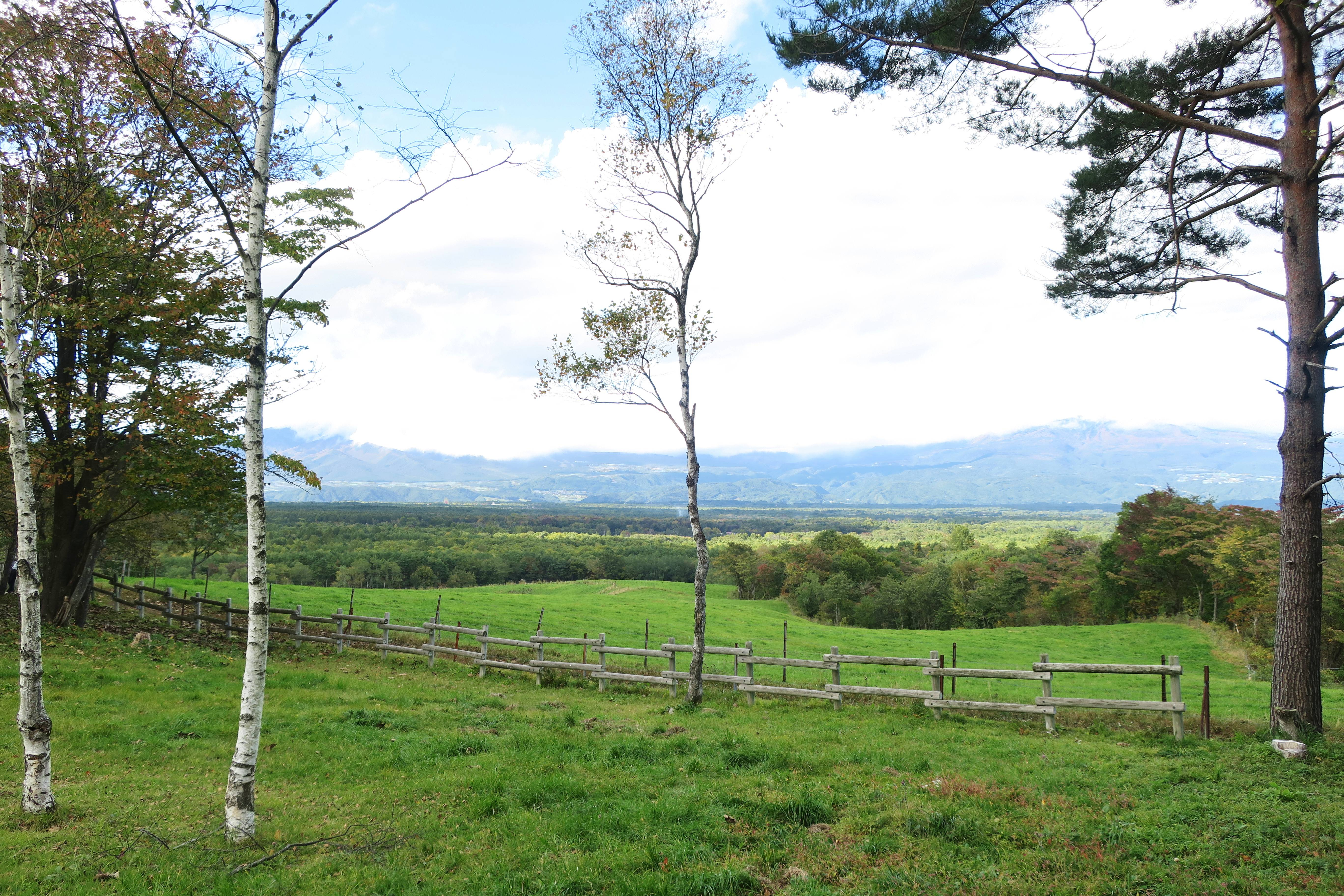
浅間牧場

祭神は北白川宮能久親王、倉稲魂命（伏見稲荷）。
1932年（昭和7年）の創建当初は豊川稲荷から勧請したが、豊川稲荷は寺院であったため一旦お返しをし、代わりに伏見稲荷大社より勧請し直した。
戦後、1947年（昭和22年）に北白川宮能久親王を合祀。能久親王は1895年（明治28年）に近衛師団長として台湾征討に参加し、薨去。その後、台湾神宮に祀られた（戦後は廃社となる）。生前、1883年（明治16年）に当地の浅間牧場の開設に携わった縁から、能久親王の功績を後世に伝えるものとして当社に祀り、これを機に社名を「牧宮神社」とした。

## 歴史
浅間山の北麓、浅間高原北部に位置する北軽井沢は、大正時代以降避暑地・別荘地として開発が進んだ。その中心部、旧北軽井沢駅前に鎮座するのが現在の牧宮神社である。
1932年（昭和7年）9月3日に奥の宮祠が完成、1933年（昭和8年）8月1日に鎮座祭を執り行った。前述の通り、当初の祭神は寺院の豊川稲荷から勧請したものであったため、伏見稲荷大社より勧請し直し、8月17日に改めて鎮座祭を執り行った。拝殿は1934年（昭和9年）2月16日に完成し、例祭日を設定（後述）。戦後、1947年（昭和22年）9月12日に北白川宮能久親王と倉稲魂命を合祀した「牧宮神社」として鎮座祭を執り行った。1953年（昭和28年）には宗教法人登記を済ませている。

## 境内
当社の社地の広さは181坪。その整地作業や社殿屋根の茅葺き、その他備品類などは氏子らの奉仕・寄付によるものである。
- 奥の宮祠・拝殿 - 大工の棟梁・川口徳三郎が手がけたもの。彫刻を含めて製作に1年間を費やす[2]。
- 鳥居 - 金属製。1981年（昭和56年）4月、黒田工業株式会社（鳥居本体担当）・株式会社今井工務店（基礎工事担当）が奉納[9]。

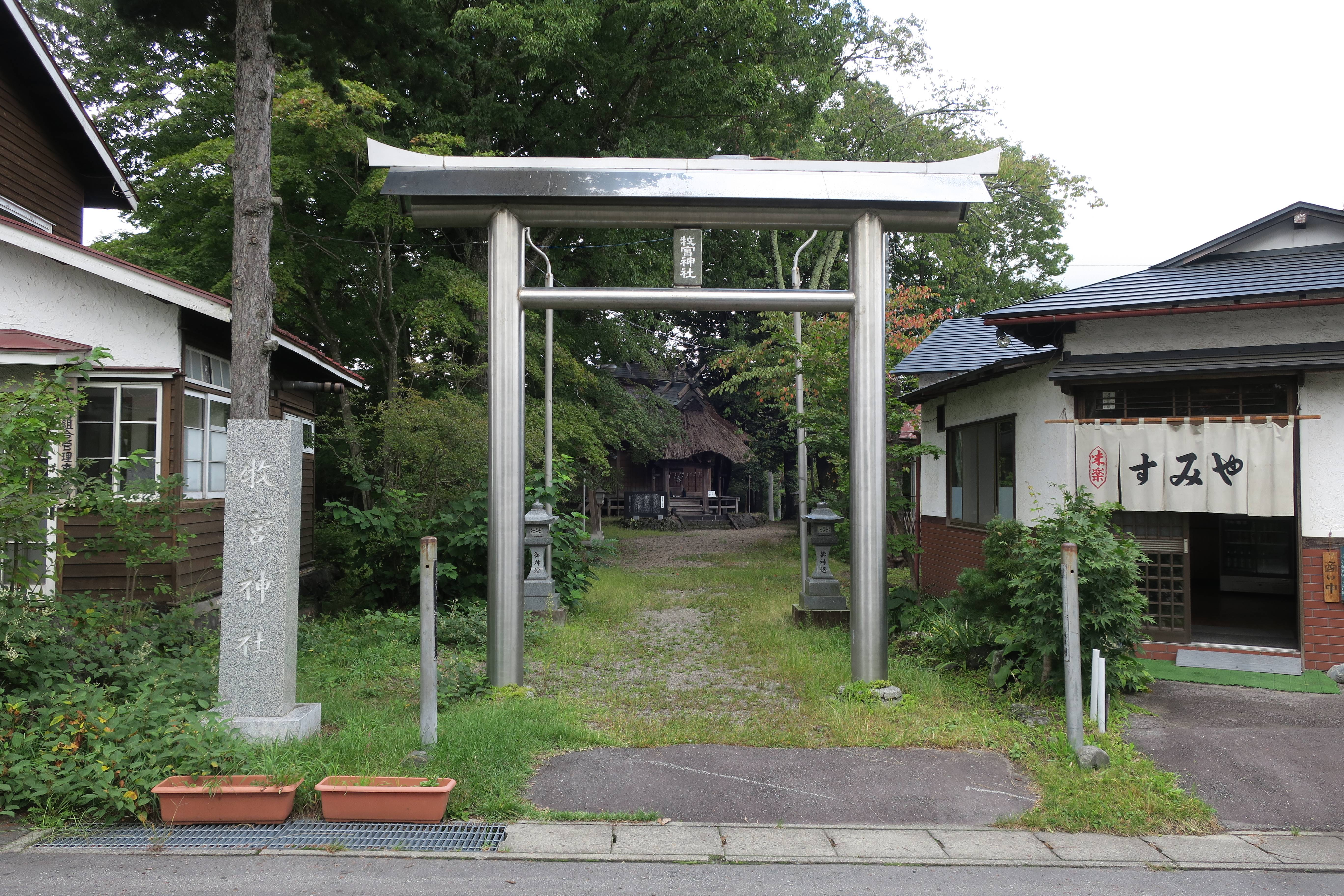
鳥居
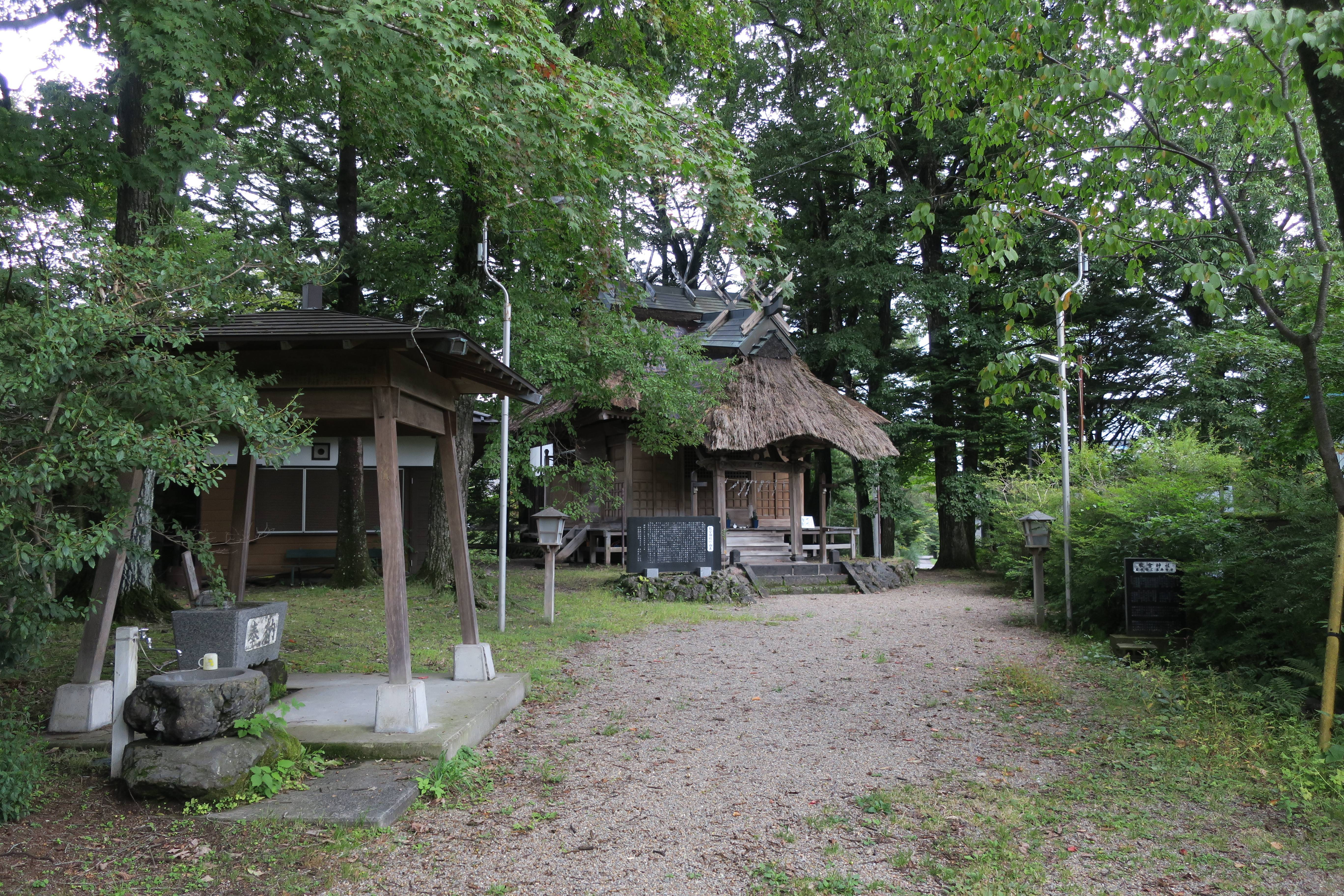
境内
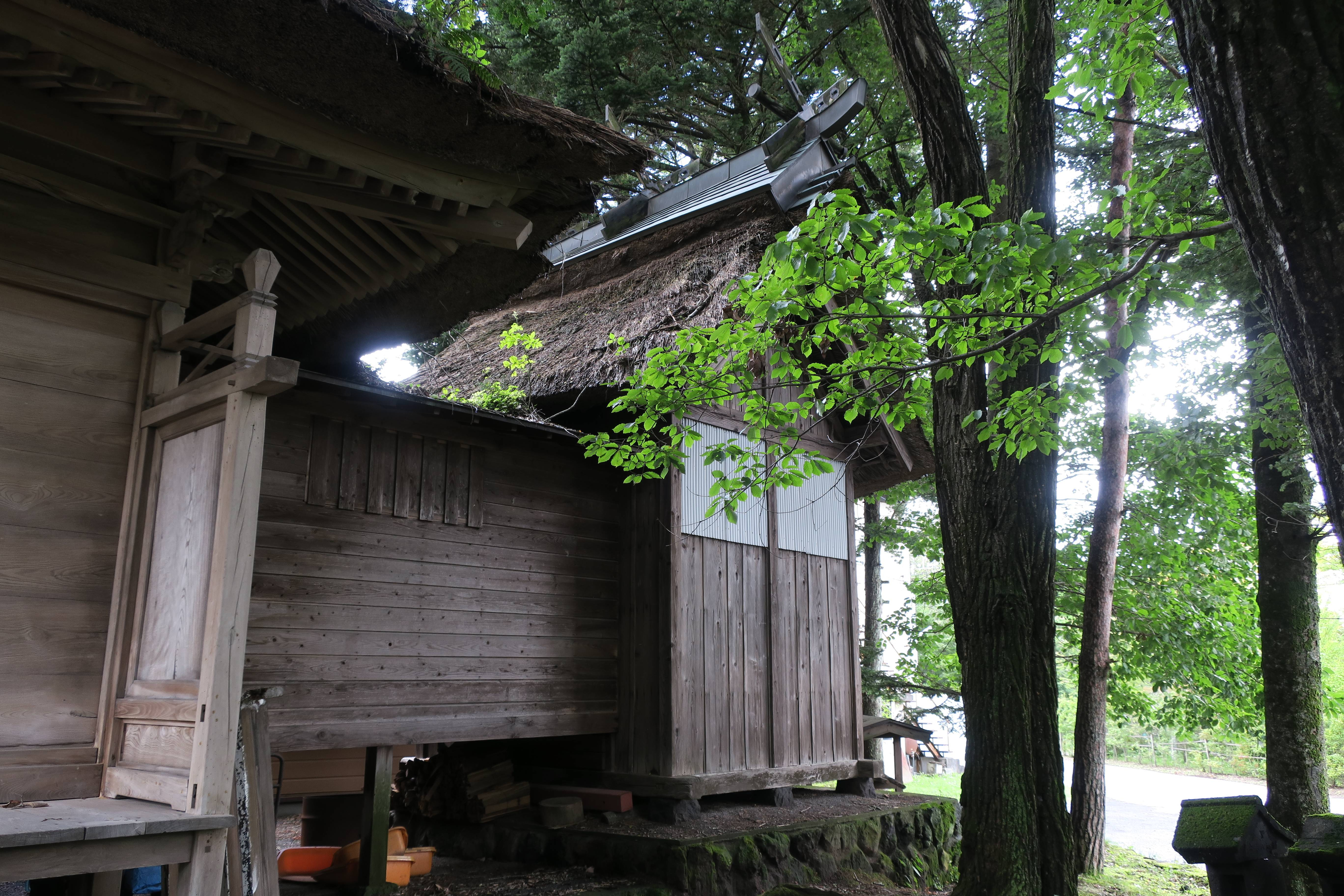
本殿

## 祭事
- 4月29日 - 春祭り[8]
- 9月28日 - 秋祭り[8]

当初（1934年の拝殿完成時）は5月12日・8月10日としていた。その後、1946年（昭和21年）に5月17日・9月18日に変更。1948年（昭和23年）には4月28日・9月28日へと変更された。現在の日程は上記の通りである。